# 旧中名田郵便局
旧中名田郵便局（きゅうなかなたゆうびんきょく）は、福井県小浜市下田にある旧郵便局舎。国の登録有形文化財。

## 歴史
1936年（昭和11年）頃の建築とされている。木造2階建ての瓦屋根の洋風木造建築で、郵便マークがついた鬼瓦、夜間受付窓口の窓などが残る。
1970年（昭和45年）に中名田郵便局が移転した後は個人所有となった。
2021年（令和3年）2月に国の登録有形文化財（建造物）に登録。同年9月に改装された。
2022年（令和4年）3月、コミュニティカフェ「金四郎」がオープンした。